# ジョルジュ・マサード
ジョルジュ・マサード（Georges Massard、1906年11月2日 - 2016年11月24日）は、フランスのスーパーセンテナリアン。
ロバート・オードンの死去以来8ヶ月間フランスの男性最高齢人物だった。しかし当時は111歳のグスタフ・ゲルネートが存命中だったため、ヨーロッパ最高齢となることはなかった。

## 人物
1906年11月2日、イシー＝レ＝ムリノーに生まれる。水道会社の検査官として働く。結婚していたが子供はおらず、105歳まではクラマールに住んでいた。106歳までは一人暮らしをしていた。その後はカルヴァドス県のリタイヤメント・ホームに住んでいた。2016年3月9日、ロバート・オードンが死去し、フランスの男性最高齢者となった。
同年11月24日に死去。110歳22日没。